# 清津連絡所
座標: 北緯42度01分32秒 東経130度00分33秒 / 北緯42.025508度 東経130.009229度
清津連絡所（チョンジンれんらくじょ）は、朝鮮民主主義人民共和国咸鏡北道清津市に所在する情報機関で、朝鮮労働党作戦部（現、朝鮮人民軍偵察総局）に所属する工作員侵入基地。別名、121連絡所（121れんらくじょ）、第459軍部隊（だい459ぐんぶたい）。4か所ある海上連絡所のうちの1つ。高速スパイ船を配置している。

## 概要
清津連絡所は、元山連絡所（江原道元山市）・南浦連絡所（南浦特別市）・海州連絡所（黄海南道海州市）とならぶ海上処の連絡所のうちの1つで、日本海を通じた日本国各地への侵入を担当している。
日本人拉致や北朝鮮工作員の浸透、対共産圏貿易統制品（ココム製品）や武器・麻薬の運搬、北朝鮮に密入国する人間の護送などを行う。
2004年段階で1,200名が所属しており、このうち約400名が日本列島への侵入を任務とする侵入要員である。対日工作は、主としてこの連絡所で行われているが、清津連絡所の工作員たちは日本に侵入することなどお手のものだと豪語しており、「赤子の手をひねるようなもの」、「メシ食ってクソするくらい簡単」だという。工作員教育を受けている学生のうち、最も成績の悪い者が清津連絡所に配置されるが、日本侵入が一番簡単だからだからといわれる。
アメリカ合衆国の偵察衛星の画像などから、連絡所は工作船8隻を保有していると推定される。日本に侵入する工作船は快速艇で、500馬力以上のOMC高速エンジンが4機ずつ搭載されており、50ノット近いスピードで航行することができるが、普段はレーダーにかからないようエンジン1台を低速で稼働させている。外見は日本の漁船に偽装している。また、工作員たちは日本の漁師が身に着けているような服を着用し、船名も日本名を使用する。さらに、工作母船の船主には船名を付け替えられるような細工がある。
日本人拉致被害者のうち、横田めぐみ (1977年11月失踪)、田口八重子（1978年6月失踪）は工作船で清津連絡所に移送された可能性が高い。北朝鮮工作員だった安明進によれば、13歳の女子中学生であった横田を拉致したのは清津の工作員丁順権であったという。また、1963年に能登の高浜港の沖合で突如行方不明となった石川県羽咋郡の寺越武志が到着したのも清津であったと自ら語っている。久米裕 (1977年9月失踪)、地村保志・浜本富貴恵（1978年7月失踪）、蓮池薫・奥土祐木子（1978年7月失踪）については、清津連絡所か元山の連絡所に運ばれて北朝鮮に入国させられたものと考えられる。
1999年（平成11年）の能登半島沖不審船事件でも、海上自衛隊の追跡を振り切って最終的に入港したのが清津港であった。
なお、2015年には、この連絡所から内部機密情報が大量に漏洩しているという報道があった。

## 拉致被害者の目撃情報
2000年に韓国に亡命した北朝鮮の元国家保衛部将校の「金国石」（仮名）は、2003年（平成15年）、拉致被害者の松本京子を北朝鮮で目撃したと証言した。それによれば、「金」は1994年から1997年の間、清津連絡所で「キョウコ」なる女性を4度目撃し、彼女の写真にとてもよく似ているという
1999年に韓国に亡命した元国家保衛部指導員の権革は、2003年、清津連絡所で遠山文子を目撃したと証言した。遠山文子は、1973年7月、石川県羽咋市柴垣で失踪した元会社員で、失踪当時21歳であった。権革によれば、権が遠山に会ったのは1993年6月のことで、権が清津連絡所に検閲に赴いた際に宴席で酒の酌をしてくれたのが遠山であった。